# Listă de filme dramatice din anii 1930
Aceasta este o listă de filme dramatice din anii 1930:

## 1930
- Blue Angel
- Earth
- Morocco
- Under the Roofs of Paris

## 1931
- The Champ
- La Chienne
- Kameradschaft
- Mädchen in Uniform

## 1932
- Freaks
- Grand Hotel
- I Am a Fugitive from a Chain Gang
- The Mouthpiece
- Rain
- Shanghai Express

## 1933
- Counsellor at Law
- Ecstasy
- Taki No Shiraito
- Wild Boys of the Road
- Zéro de conduite

## 1934
- L'Atalante
- Barretts of Wimpole Street, The
- Manhattan Melodrama
- Les Misérables
- Of Human Bondage
- Toni

## 1935
- A Tale of Two Cities
- Born to Gamble
- David Copperfield
- Million Dollar Haul

## 1936
- Camille
- Dodsworth
- Fury
- Osaka Elegy
- La belle équipe
- Romeo and Juliet
- The Petrified Forest
- San Francisco
- Sisters of the Gion

## 1937
- A Star is Born
- Dead End
- The Good Earth
- Grand Illusion
- J'accuse
- Life of Emile Zola
- Pépé le Moko
- Stella Dallas
- Topper

## 1938
- Angels with Dirty Faces
- La Bête Humaine
- Boys Town
- The Citadel
- Jezebel
- Old Chicago

## 1939
- Dark Victory
- Gone with the Wind
- Goodbye, Mr. Chips
- Hunchback of Notre Dame
- Of Mice and Men
- The Stars Look Down
- Story of the Late Chrysanthemums
- Wuthering Heights